# Educación de niñas y mujeres en campos de CTIM

Porcentaje de alumnas matriculadas en programas de ingeniería, manufactura y construcción en educación superior en diferentes partes del mundo

La educación de niñas y mujeres en campos de CTIM incluye a aquellas representadas en los campos de la ciencia, tecnología, ingeniería y matemáticas. En 2017, el 33% de las personas que estudiaban disciplinas de CTIM eran mujeres.
La Organización UNESCO ha manifestado que esta disparidad de género se debe a la discriminación, a los sesgos, a las normas sociales y a las expectativas que impactan tanto en la calidad de la educación que reciben las niñas como en las disciplinas que estudian. La UNESCO también sostiene que resulta clave la presencia de más mujeres en el campo de CTIM ya que esto fomenta el desarrollo sostenible.

## Situación actual de niñas y mujeres en la educación en CTIM

Porcentaje de estudiantes que toman cursos avanzados en matemáticas y física, por sexo, Duodécimo grado

### Tendencias generales en la educación en CTIM
Las diferencias de género en la participación de la educación CTIM se hacen visibles tempranamente: en los cuidados y en la educación inicial, en los juegos relacionados con las ciencias y las matemáticas. Y estas diferencias se vuelven aún más evidentes en los niveles de educación superior. Las niñas pierden interés en las asignaturas CTIM con la edad, especialmente entre los primeros y los últimos años de adolescencia. Esta disminución del interés afecta su participación en los estudios avanzados durante la secundaria. Las jóvenes representan tan solo el 35% de todas las personas matriculadas en el mundo en el estudio de materias CTIM a este nivel. 
También se observan diferencias por disciplinas: el menor número de matrículas de mujeres se encuentra en ingeniería, manufactura y construcción, ciencias naturales, matemáticas, estadísticas y TIC. Existen diferencias significativas por región y por país sobre la representación femenina en los estudios CTIM, lo que sugiere la presencia de factores contextuales que afectan el compromiso de las niñas y las mujeres en estos campos. Las mujeres abandonan las disciplinas CTIM en números desproporcionados durante sus estudios universitarios, en su transición al mundo laboral e incluso en su trayectoria profesional.

### Rendimiento en el aprendizaje de la educación CTIM
Los datos sobre las diferencias de género en el logro del aprendizaje presentan una imagen compleja, dependiendo de qué es lo que se mide (la asignatura, la adquisición del conocimiento en oposición a la aplicación del mismo), el nivel de educación o el grupo etario de las personas que estudian y su ubicación geográfica. En general, la participación de las mujeres ha ido aumentando pero aún se encuentran diferencias regionales significativas. Por ejemplo, donde existen datos disponibles en África y Latinoamérica y el Caribe, la brecha de género se inclina bastante a favor de los niños con respecto al rendimiento en matemáticas durante la educación secundaria. En contraste, en los Estados Árabes, las niñas superan a los niños en ambas disciplinas tanto en la educación primaria como en la secundaria. 
En cuanto a los datos de la participación, las variaciones a nivel nacional y regional en el rendimiento sugieren la presencia de factores contextuales que afectan a las niñas y a las mujeres interesadas en estos campos. Los resultados de las mujeres son mejores en ciencias que en matemáticas y, cuando las niñas superan a los varones, los puntajes de ellas son tres veces mayores que cuando los niños son los que aventajan. Las niñas tienden a superar a los niños en ciertos subtemas tales como biología y química, pero tienen menor rendimiento en física y en geociencias.
La brecha de género ha disminuido significativamente en la educación secundaria entre los países de tendencia TIMSS. Catorce de 17 países participantes no poseían brechas de género en ciencias en 2015, en comparación con solo uno en 1995. Sin embargo, el número limitado de países no permite generalizar estos hallazgos. La brecha de género es levemente superior en matemáticas, favoreciendo a los niños; en algunos países se observa incluso una mejoría en el tiempo a favor de las niñas, a pesar de las variaciones importantes que existen en la región. Las diferencias de género se observan dentro de los subtemas en matemáticas, donde las niñas superan a los varones en álgebra y geometría pero tienen menor rendimiento en “números”. El desempeño de las niñas es mayor en las evaluaciones que miden la adquisición de conocimientos que en aquellas que miden su aplicación. En términos de disponibilidad de información, la cobertura de los países es bastante limitada: los datos se recopilan a una frecuencia distinta y se contrastan variables diversas en los estudios ya existentes. Hay grandes brechas en el conocimiento de la situación en los países de ingresos bajos y medios en el África subsahariana, Asia Central, del Sur y del Oeste, particularmente a nivel secundario.

## Factores que influyen en la participación y rendimiento de niñas y mujeres en la educación CTIM
Según la UNESCO, existen múltiples factores que influyen en la participación, rendimiento y  progresión en los estudios y las carreras CTIM de niñas y mujeres. Estos factores se superponen entre sí e interactúan en forma compleja. Estos son:
- Nivel individual: factores biológicos que pueden influenciar las habilidades, las aptitudes y el comportamiento individual, tales como la estructura y el funcionamiento cerebral, las hormonas, la genética y los rasgos cognitivos, como las habilidades espaciales y lingüísticas. También considera factores psicológicos, incluyendo la eficacia personal, el interés y la motivación.
- Nivel familiar y de pares: creencias de los padres y madres junto con sus expectativas, el nivel educacional, el nivel socioeconómico y otros factores del hogar, así como las influencias de los pares.
- Nivel escolar: factores dentro del ambiente escolar, incluyendo el perfil del profesorado, sus experiencias, creencias y expectativas, el plan de estudios, los materiales o recursos de aprendizaje, el método de enseñanza y las interacciones profesorado-estudiantes, las prácticas de evaluación y, en general, el entorno escolar.
- Nivel social: las normas sociales y culturales relacionadas con la igualdad de género y los estereotipos en los medios de comunicación.[1]

### Nivel individual
La pregunta en torno a si existen diferencias en la capacidad cognitiva entre hombres y mujeres ha sido durante mucho tiempo un tema de debate entre investigadores/as y académicos/as. Algunos estudios mostraron que no se observan diferencias en el mecanismo neuronal del aprendizaje en base al sexo del estudiante.
El sesgo de auto-selección es la razón principal por la que las niñas dejan de optar por la educación CTIM. Sin embargo, esta “opción” está enormemente influenciada por el proceso de socialización e ideas estereotipadas acerca de los roles de género -incluyendo estereotipos acerca del campo CTIM. Aquellos estereotipos de género que refuerzan la idea de que los estudios y las carreras CTIM son dominios masculinos pueden afectar negativamente el interés, el compromiso y el rendimiento de las niñas en este campo y desalentarlas de seguir carreras profesionales relacionadas. Las niñas que asimilan tales estereotipos tienen menor nivel de eficacia personal y de confianza en sus capacidades que los niños. La eficacia personal afecta tanto a los resultados en la educación CTIM como a las aspiraciones de seguir carreras en esta área.

### Nivel familiar y de pares
Los padres y madres -incluyendo sus creencias y expectativas- juegan un rol fundamental en delinear las actitudes de las niñas hacia los estudios CTIM. Las familias que poseen expectativas tradicionales vinculadas a roles de género y al trato distintivo entre niños y niñas pueden reforzar estereotipos negativos acerca del género y las habilidades en CTIM. También pueden tener una gran influencia en la participación de las niñas en este campo y en su rendimiento a través de los valores familiares, el entorno, las experiencias y el estímulo que brindan. Algunos estudios arrojan que las expectativas de los padres, especialmente las de las madres, tienen más influencia en la elección de carreras y de estudios superiores en las niñas que en los varones. El desempeño de las niñas en ciencias pareciera estar más fuertemente asociado con el nivel educacional de la madre y los varones con el nivel educacional del padre. Asimismo, los familiares con carreras CTIM pueden tener influencia sobre el compromiso de las niñas en esta área. Los factores como la etnia, el lenguaje que se emplea en el hogar, la situación migratoria y la estructura familiar también juegan un papel importante en la participación y el rendimiento de las niñas en CTIM. Además, los pares ejercen efectos sobre la motivación y el sentimiento de pertenencia de las niñas en la educación CTIM. La influencia de pares femeninos es un predictor relevante en el interés y la confianza personal de las niñas en matemáticas y ciencias.

### Nivel escolar
El profesorado especializado en ciencias y matemáticas puede influenciar positivamente en el rendimiento y el compromiso de las niñas con la educación CTIM y su interés en seguir carreras profesionales en el área. El tener profesoras mujeres otorga beneficios importantes para las niñas, posiblemente al actuar como modelos a seguir y al ayudar a disipar los estereotipos sobre las aptitudes CTIM basadas en el género. Sumado a esto, pueden jugar un rol central las creencias, las actitudes, las conductas y las interacciones de profesores/as con estudiantes, así también como los planes de estudios y los materiales educativos. Las oportunidades de experiencias de la vida real con las disciplinas CTIM -que incluyen prácticas, aprendizajes directos, orientación vocacional y mentorías- pueden ampliar la comprensión de las niñas de los estudios y las profesiones CTIM, así como mantener el interés de estas. Los procesos y las herramientas de evaluación que muestran sesgos de género o incluyen estereotipos pueden afectar negativamente el desempeño de las niñas. Los resultados obtenidos por ellas en las disciplinas CTIM también pueden verse comprometidos por factores sicológicos tales como la ansiedad por las matemáticas o por los exámenes.
La confianza que tiene una maestra en las asignaturas CTIM tiene un fuerte impacto en el desempeño de sus alumnas en esas materias en la escuela primaria. Por ejemplo, las maestras de primaria que poseen ansiedad generada por las matemáticas afectarán negativamente el logro de sus alumnas en esa materia. Se han encontrado correlaciones entre el sesgo de género en las estudiantes de primaria y su logro en matemáticas. Además, se ha descubierto que quienes obtuvieron con el tiempo logros más bajos creen que los niños son inherentemente mejores en matemáticas que las niñas.
Un estudio de 2018 encontró que, si bien las niñas se desempeñan mejor o igual que los niños en dos de cada tres países, en casi todos había más niñas calificadas para estudiar en la universidad que las que se habían inscrito. El equipo de investigación encontró que la inscripción de mujeres en asignaturas CTIM fue relativamente menor en países con un alto grado de igualdad de género -una paradoja de igualdad de género.

### Nivel social
Las normas sociales y culturales influencian las percepciones de las niñas acerca de sus capacidades, su rol en la sociedad y sus aspiraciones profesionales y personales. El grado de igualdad de género en la sociedad afecta la participación y el rendimiento de las niñas en CTIM. En países con más igualdad de género, las niñas tienden a tener actitudes más positivas y mayor confianza acerca de las matemáticas, y la brecha de género en el rendimiento en la asignatura es menor. Las medidas orientadas a promover la igualdad de género, tales como leyes de trasversalización de género o políticas como cuotas, incentivos financieros u otros, pueden aumentar la participación de niñas y mujeres en la educación y las carreras CTIM. Los estereotipos de género retratados en los medios son internalizados por los niños, las niñas y personas adultas y afectan la forma en que se ven a sí mismos/as y al resto. Los medios de comunicación pueden perpetuar o desafiar los estereotipos de género acerca de las capacidades y carreras en CTIM. En un estudio realizado, las mujeres que tomaban exámenes con hombres obtenían peores resultados que aquellas que lo hacían con otras mujeres. La amenaza de los estereotipos ocurre cuando las personas son conscientes de que pueden ser juzgadas en base a un estereotipo.